# San Juan del Paraná
San Juan del Paraná ist eine Gemeinde und ein Distrikt im Departamento Itapúa im Süden von Paraguay mit 9700 Einwohnern. Ihm wurde der Name des Heiligen San Juan Bautista y Paraná verliehen, wegen der Nähe zum Río Paraná. Der Distrikt wurde am 19. Dezember 1988 als Abspaltung vom Distrikt Encarnación gegründet. Er ist vorwiegend landwirtschaftlich geprägt, der Tourismus soll aber in Zukunft eine größere Rolle spielen. Zu diesem Zweck wurde im Jahr 2018 eine Uferstraße (Costanera) und ein Sandstrand am fünf Kilometer breiten Fluss angelegt, ähnlich dem Vorbild der Nachbarstadt Encarnación.